# Белый, Спиридон Ефимович
Спиридон Ефимович Белый (1912—1994) — командир батареи 150-го гвардейского истребительно-противотанкового артиллерийского полка (5-й гвардейский Донской кавалерийский корпус, Южный фронт, гвардии лейтенант, Герой Советского Союза.

## Биография
Родился 9 декабря 1912 года в хуторе Бейсужек-2 (ныне  Выселковский район Краснодарского края).
Его отец — казак Белый Ефим Васильевич — устанавливал на Кубани советскую власть, 23 марта 1920 года он вошел в военно-революционный комитет хутора.
Спиридон Белый работал учителем хуторской школы.
На фронте Великой Отечественной войны с декабря 1942 года. Окончил Тбилисское артиллерийское училище.
Командир батареи гвардейского истребительно-противотанкового артиллерийского полка гвардии лейтенант Спиридон Белый отличился в сентябре 1943 года на территории Запорожской области. 18 сентября 1943 года в боях за х. Малая Токмачка его батарея, поддерживая танки, занимала открытые огневые позиции. К середине дня немцы, подбросив на этот участок свежие силы — 10 танков, 3 самоходных орудия и до двух батальонов пехоты при поддержке 50 пикирующих бомбардировщиков, предприняли контратаку. Наша кавалерия и пехота не выдержали ураганного действия авиации и отошли на 2 километра назад от позиций артиллеристов. Батарея гвардии лейтенанта Белого осталась одна и вступила в неравный бой с врагом. Два часа длился неравный бой, но гвардии лейтенант Белый был уверен в своих людях, и, когда были расстреляны все 324 снаряда, он заявил: «Погибнем на лафетах, но не отступим!»
В этом бою батарея гвардии лейтенанта Белого уничтожила 3 танка, 2 самоходных орудия и истребила до 200 немецких солдат и офицеров. Геройский подвиг под Малой Токмачкой был достойно отмечен командованием и Советским правительством. Все воины батареи были награждены орденами и медалями. А С. Е. Белому присвоено звание Героя Советского Союза.
После этого Спиридон Белый сражался под Каховкой, Знаменкой, Звенигородкой, Шполой, участвовал в Корсунь-Шевченковской и  Ясско-Кишиневской  операциях, в освобождении  Румынии,  Венгрии, Югославии, Австрии.
Демобилизовался из армии в 1957 году в звании подполковника. Был заместителем директора школы по подготовке председателей колхозов, заместителем директора силикатного завода  по кадрам. Работал инспектором отдела кадров в Новочеркасском политехническом институте.

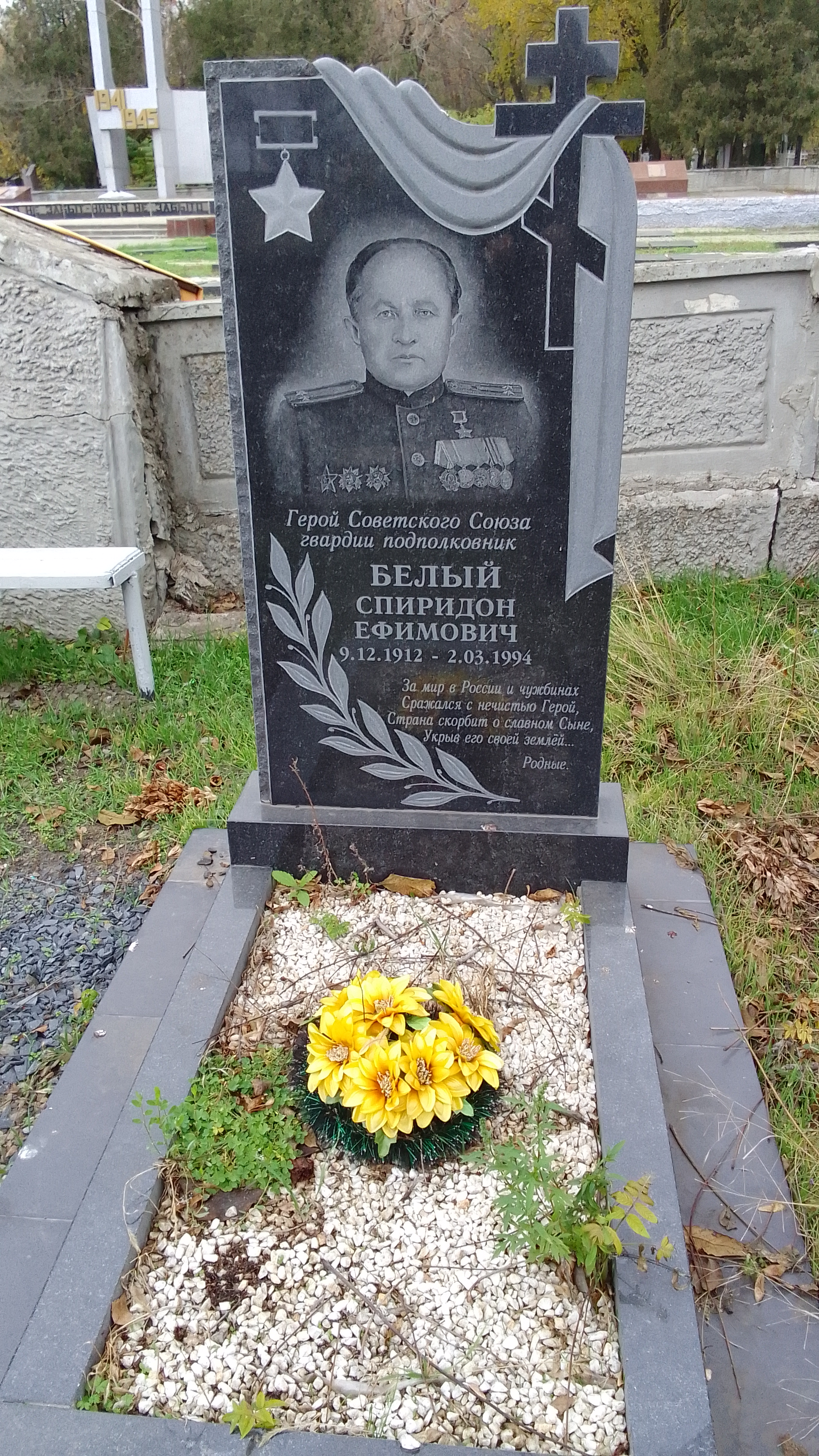
Памятник на могиле Героя СССР Белого Спиридона Ефимовича

Умер 2 марта 1994 года в Новочеркасске.

## Награды
- Указом Президиума Верховного Совета СССР от 19 марта 1944 года присвоено звание Героя Советского Союза с вручением ордена Ленина и медали «Золотая Звезда».
- Награждён орденом Ленина (1944), тремя орденами Отечественной войны I степени, орденом Красной Звезды, а также медалями.

## Память
- С 6 ноября 2002 года школа № 14 хутора Бейсужек Второй носит имя Героя Советского Союза Спиридона Ефимовича Белого.[3]
- На доме, где он жил Герой в Новочеркасске (пер. Гайдара 7), установлена мемориальная доска.